# Montegrosso Pian Latte
Montegrosso Pian Latte là một đô thị ở tỉnh Imperia trong vùng Liguria, tọa lạc khoảng 100 km về phía tây nam của Genoa và khoảng 25 km về phía tây bắc của Imperia. Tại thời điểm ngày 31 tháng 12 năm 2004, đô thị này có dân số 132 người và diện tích là 10,2 km².
Đô thị Montegrosso Pian Latte có các frazione (đơn vị cấp dưới) Case Fascei.
Montegrosso Pian Latte giáp các đô thị sau: Cosio di Arroscia, Mendatica, Molini di Triora, Pornassio, Rezzo, và Triora.